# Jendrassik Alfréd
Jendrassik Alfréd (Pest, 1866. július 1. –‎ Budapest, 1935. május 21.) magyar építész.

## Élete
Jendrassik Jenő orvos fiaként született, bátyja Jendrassik Ernő orvos.
1891-ben szerzett építész oklevelet a budapesti Műegyetemen. 1893-tól állami szolgálatban dolgozott a kereskedelemügyi minisztériumban, 1903-tól a belügyminisztériumban. 1911-ben ő nyerte meg a magyar orvosok és természetvizsgálók vándorülése alkalmából a modern kórházépítés alapelveinek megírására kitűzött pályázatot.
1935-ben hunyt el 68 éves korában. A Farkasréti temetőben helyezték nyugalomra. Sírja 2002-től védettnek minősül.

## Ismert épületei
- 1901: kórház, Sátoraljaújhely[5]
- 1903–1904: Szent István templom, 2330 Dunaharaszti, Fő út 67.[6]
- 1907–1910: kórház, Gyula[5]
- 1908: kórház, Lugos (Vida Artúrral közösen)[7]
- 1908–1909: szemkórház, Szeged[5]
- 1909: szanatórium, Kevermes[5]
- 1911: Ehrlich-ház, Szolnok, Szapáry utca 16. (Vida Istvánnal közösen)[8]
- 1912–1914: Magyar Királyi Állami Szemészeti Klinika (ma: Fakultná nemocnica s poliklinikou Žilina), Zsolna (Žilina), Ulica V. Spanyola č. 43.[9]
- 1913: Gróf Cziráky Margit Kórház (Margit Közkórház), Csorna, Soproni út 64.[10]
- 1913–1914: Auguszta szanatórium (ma: Debreceni Egyetem Kardiológiai Klinika), 4032 Debrecen, Móricz Zsigmond út 22.[11][12]
- 1913–1914: Jendrassik Alfréd villája, Budapest, Somlói út 44.[13]
- 1913–1914: kórházi elmepavilon, Dicsőszentmárton[5]
- 1925–1927: Rakovszky-udvar, Budapest, Attila út 29. / Váralja utca 25.[14]
- 1927: Víztorony, Nagykanizsa[15]
- 1927: Országos Közegészségügyi Intézet (ma: Nemzeti Népegészségügyi és Gyógyszerészeti Központ), Budapest, Albert Flórián út[16][17]
- 1927–1930: Árpád Kórház, 1041 Budapest, Árpád út 124-126.[18][19] – az épület 2014-től üres[20]
- 1927–1931: Mátrai Állami Szanatórium (ma: Mátrai Állami Gyógyintézet), 3233 Mátraháza[21][22][23]
- 1928: Magyar Királyi Országos Állategészségügyi Intézet (ma: Állategészségügyi Diagnosztikai Igazgatóság), 1143 Budapest, Tábornok utca 2.[24][25][26] – az épület homlokzatára fia, Jendrassik Tibor készítette el a szobrokat[27]
- egyéb budapesti és vidéki bérházak, villák

1929-ben tervei alapján bővítették az 1905 és 1911 között Hübner Jenő elképzelése alapján felépült Erzsébet Kórházat (ma: Csongrád-Csanád Megyei Egészségügyi Ellátó Központ Hódmezővásárhelyi székhelyintézmény, 6800 Hódmezővásárhely, Dr. Imre József utca 2.). 1925 és 1930 között ugyancsak Jendrassik tervei szerint bővítették a Nagykanizsai Kórházat.

### Tervben maradt épületek
- 1911: közkórház, Szombathely (Vida Artúrral közösen)[30]

## Képtár

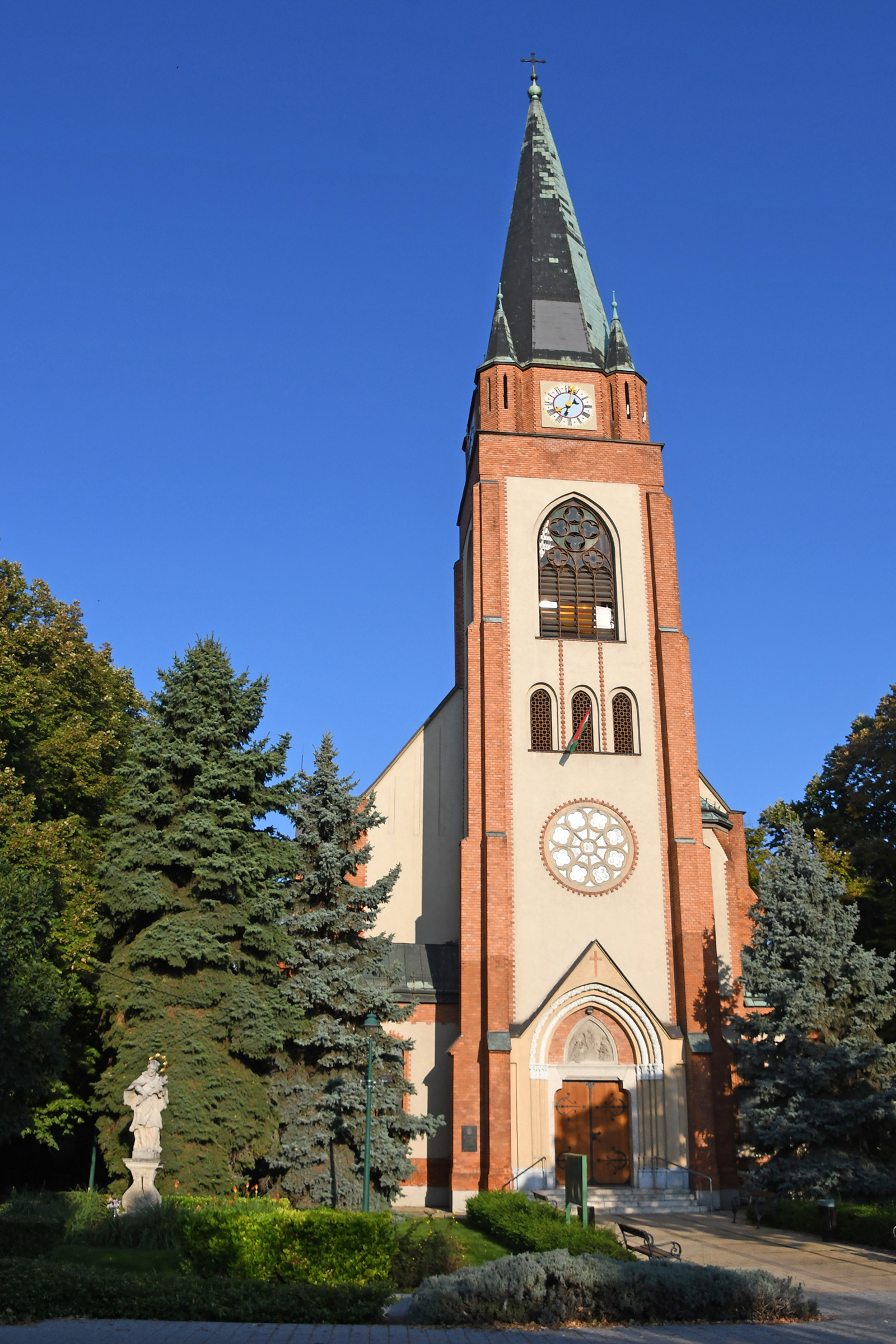
Szent István templom, Dunaharaszti
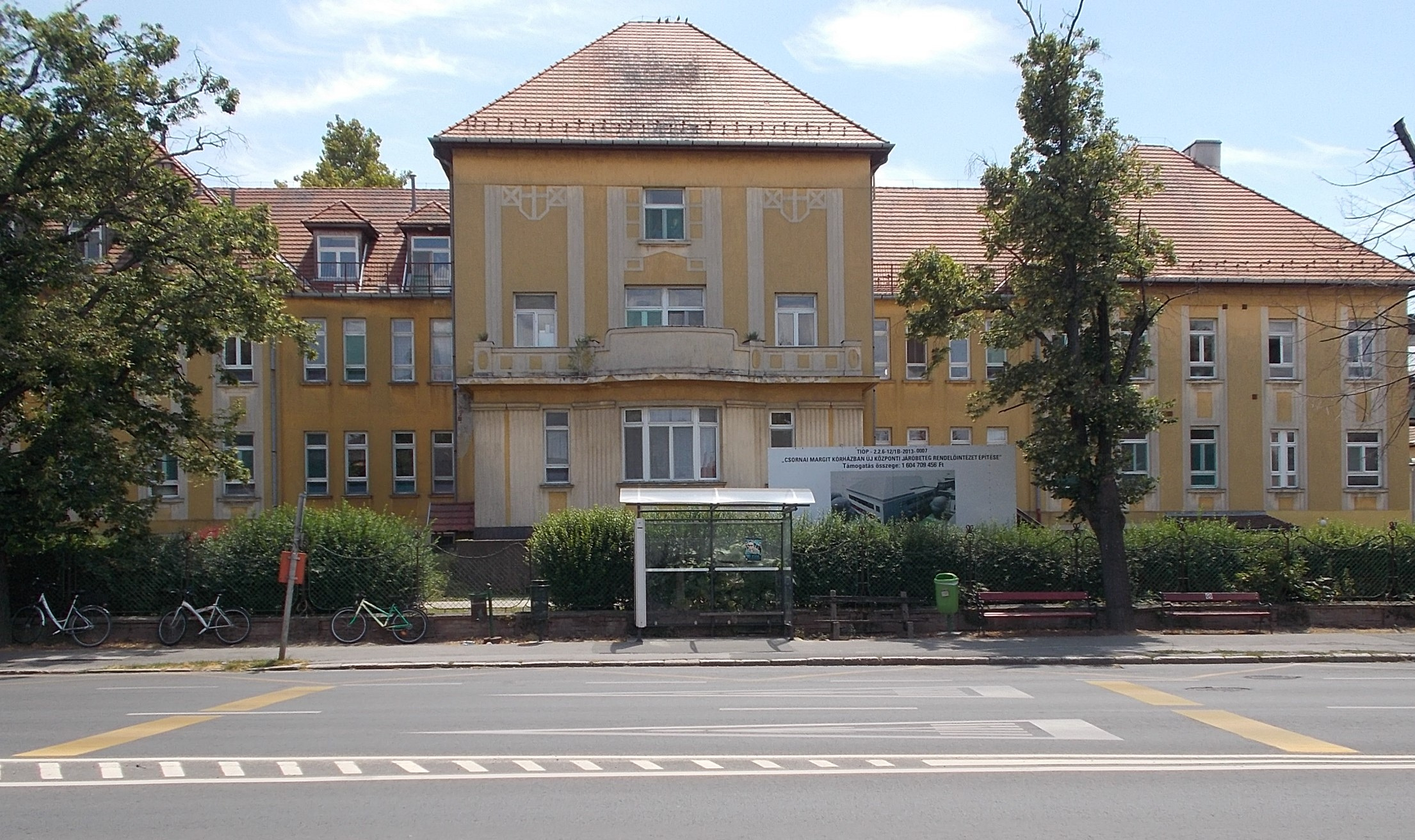
Margit Kórház, Csorna
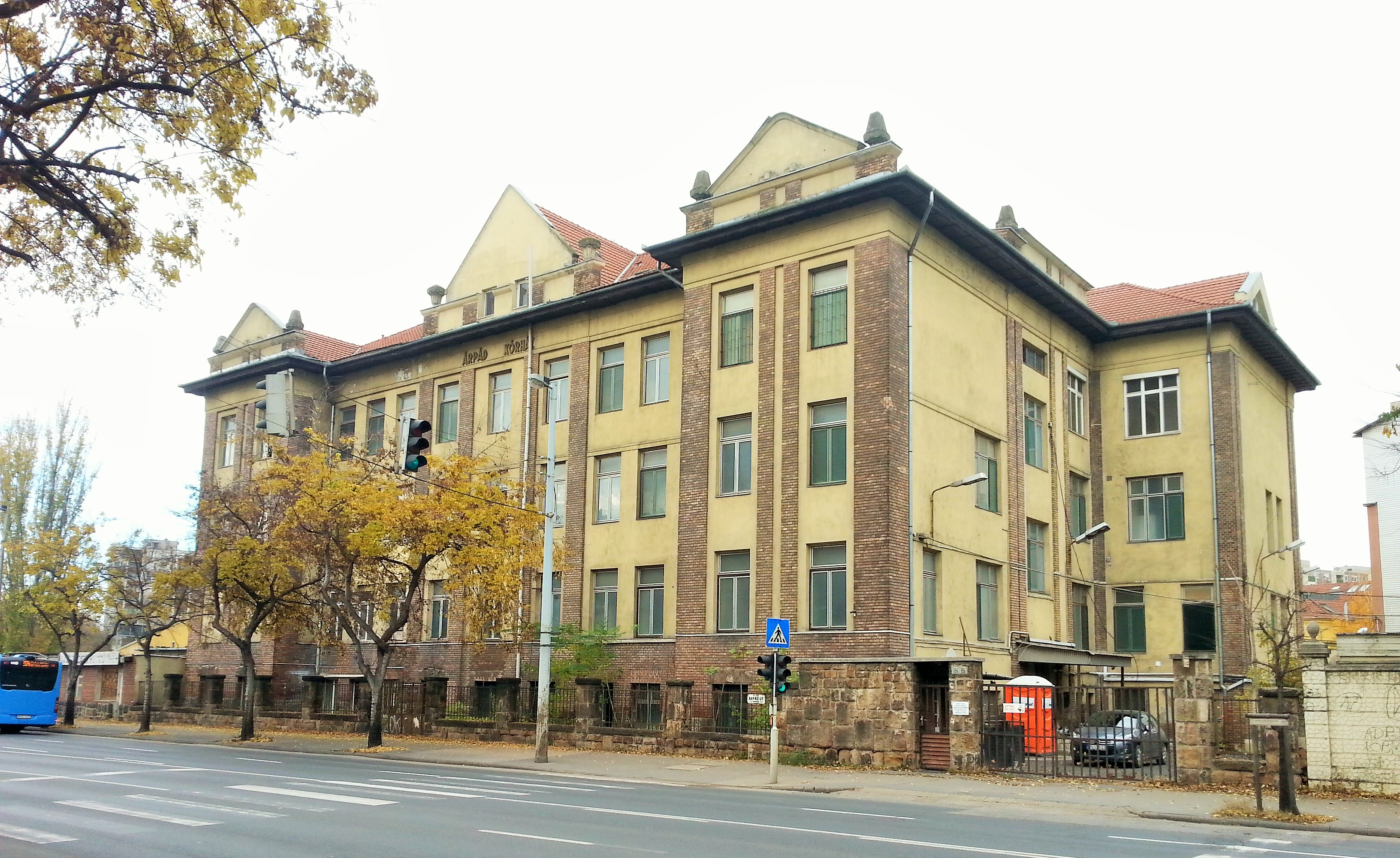
Árpád Kórház, Budapest
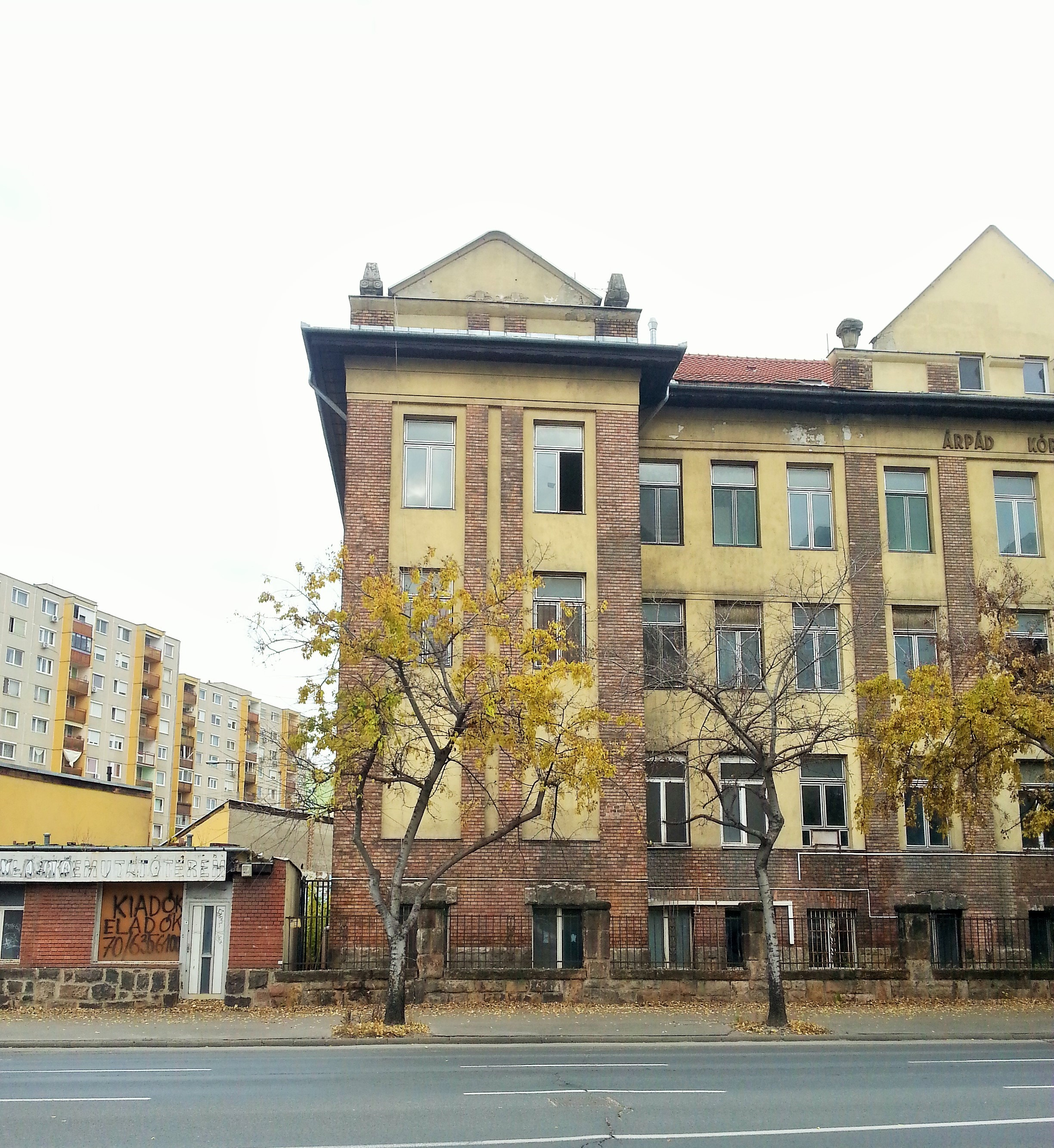
Árpád Kórház, Budapest (részlet)
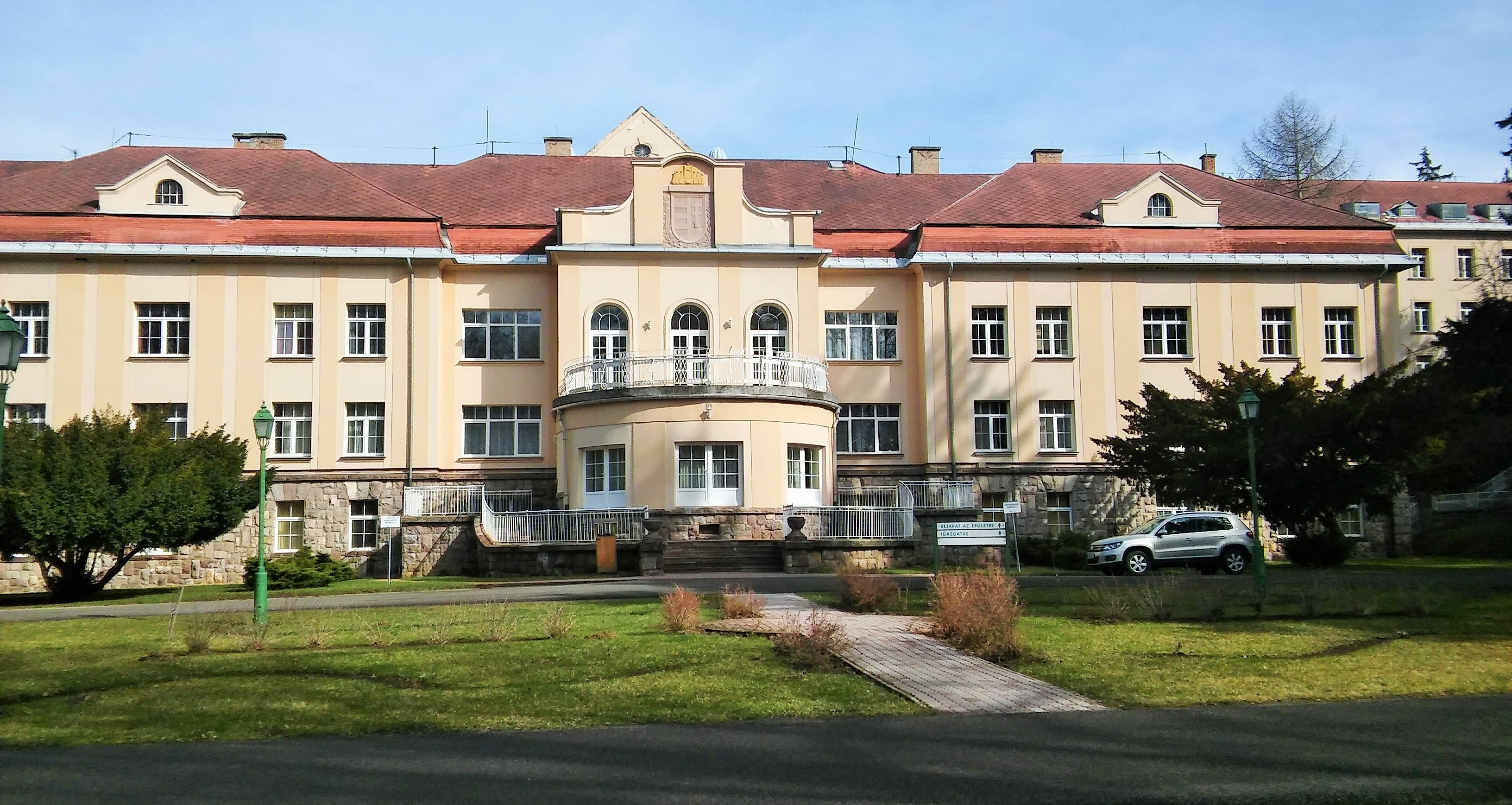
Mátrai Állami Szanatórium, Mátraháza
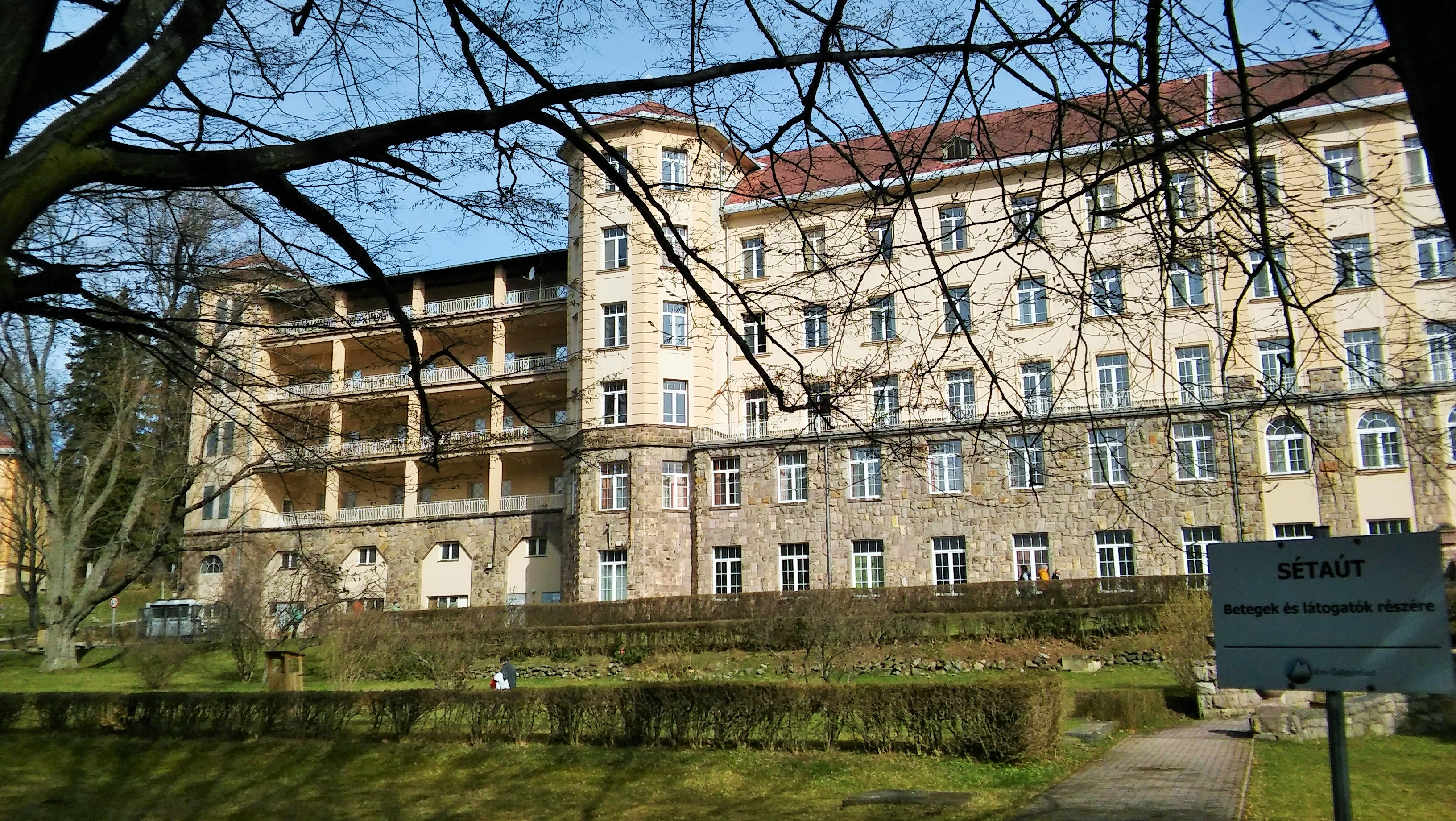
Mátrai Állami Szanatórium, Mátraháza
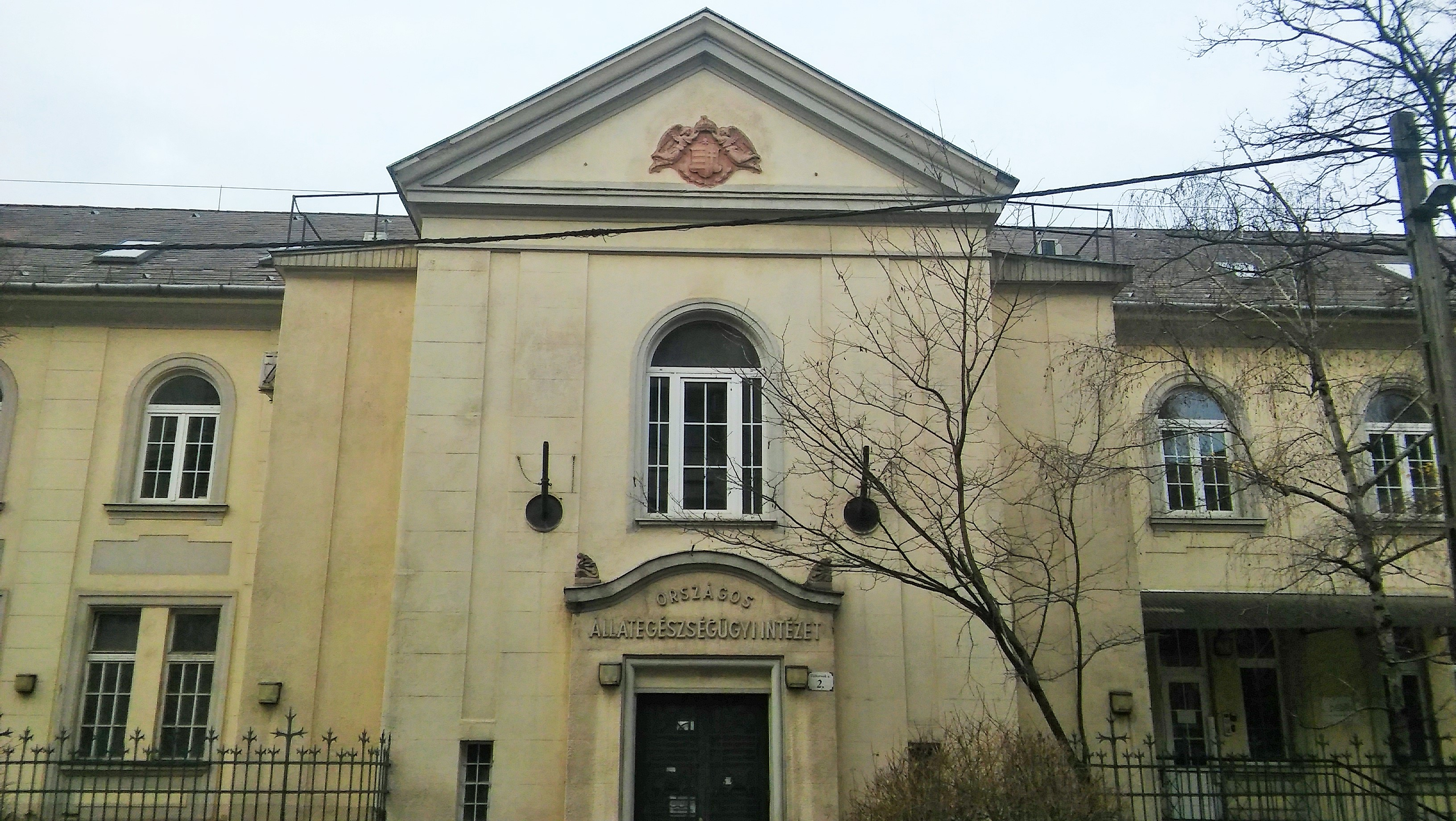
Magyar Királyi Országos Állategészségügyi Intézet, Budapest
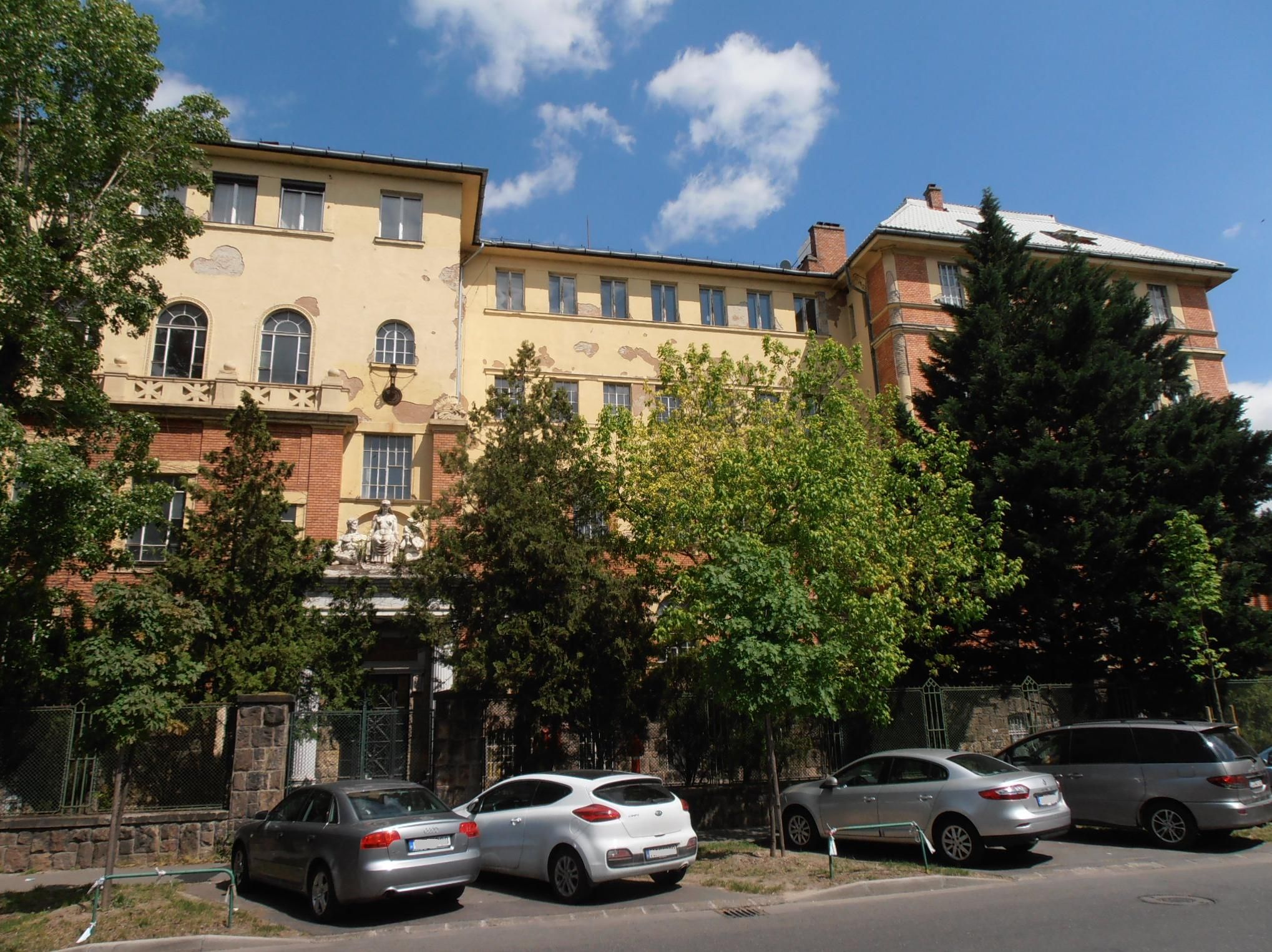
Országos Közegészségügyi Intézet